# Басов, Алексей Михайлович
Алексей Михайлович Басов — российский автогонщик, мастер спорта, победитель чемпионата Ferrari Challenge Coppa Shell (2012), чемпионата мира по автогонкам на выносливость в классе LMGTE Am (2015) и гонки 24 часа Ле-Мана в классе LMGTE Am (2015).

## Карьера
Начало карьеры
Алексей Басов родился в семье известного кроссового гонщика Басова Михаила Гавриловича. С детских лет посещал с отцом автогонки. В 1995 году принял участие в своих первых соревнованиях (автокросс) в городе Ивантеевка Московской области и взял приз за второе место. Для участия в первых гонках самостоятельно готовил свои спортивные автомобили.
2000 — 2008
В период с 2000 по 2008 год Алексей Басов выступал за московскую команду «Ростокино-Лада». До 2004 года основными дисциплинами, в которых принимал участие, были кросс, ралли-кросс и трек. За это время стал бронзовым призёром Кубка России по ралли-кроссу (2003 год) и серебряным призёром Кубка России по кроссу (2003 год). В конце 2004 года команда «Ростокино-Лада» приняла решение перейти в кольцевые гонки. В этом же году Басов принял участие в завершающем этапе Кубка Лады под названием «Осенний марафон», проходящей на трассе Невское кольцо, и занял в нём первое место.
В 2005 году в составе команды «Ростокино-Лада» взял бронзовый приз чемпионата России в «Кубке Лада». В 2006 году продолжил выступать в кольцевых гонках, но уже в более быстром классе на автомобиле Honda Civic и взял бронзовый приз чемпионата России. В 2007 году впервые принял участие в европейских гонках и стал обладателем Кубка Европы в классе Супер Продакшн. В 2008 году стал чемпионом России в классе Туринг.
2009 — 2013
В период с 2009 по 2011 год Алексей Басов выступал за украинскую команду Tsunami RT и принял участие во множестве украинских и европейских соревнований. В 2009 году впервые в своей карьере выступил в автогонках на выносливость 24 часа Дубая, где его экипаж занял 4-е место. Также в 2009 году стал чемпионом Украины в классе Туринг-Лайт. В 2010 году стал призёром чемпионата Германии VLN и призёром чемпионата Италии GT-CUP.
В конце 2011 года Басову поступило предложение от российской команды Esta Motorsports принять участие в этапах чемпионата Ferrari Challenge, в одном из которых он занял первое место. С 2012 года начал выступать за команду Esta Motorsports и досрочно стал победителем чемпионата Ferrari Challenge Coppa Shell, а затем и мирового финала серии Ferrari Challenge Coppa Shell. Также в 2012 году принял участие в московском этапе чемпионата Blancpain GT3, где взял второе место.
С 2014
С 2014 года — пилот программы SMP-Racing. В 2014 стал бронзовым призерем Европейской серии Ле Ман в классе GTC. В 2015 его экипаж стал победителем гонки «24 часа Ле Мана» в классе LMGTE Am, и по итогам сезона Басов взял титул чемпиона мира по гонкам на выносливость в классе LMGTE Am.

## Участие в гонках и победы
| Год  | Соревнования |
| ---- | --- |
| 1995 | Серебряный призёр Чемпионата Московской Области (кросс) (авто ИЖ-412) |
| 1998 | Бронзовый призёр гонки «Русская зима» (кросс) (авто ВАЗ 2108) |
| 2001 | Победитель гонки на призы Михаила Круга (трек) (авто ВАЗ 21083) |
| 2002 | Бронзовый призёр «Гонки звезд» (трек) (авто ВАЗ 21083) |
| 2003 | Серебряный призёр кубка России по кроссу (авто ВАЗ 21083) Бронзовый призёр кубка России по ралли-кроссу (авто ВАЗ 21083) |
| 2004 | Победитель гонки «Осенний марафон» (кольцо) (авто ВАЗ 2112) |
| 2005 | Бронзовый призёр Чемпионата России Кубок Лада (кольцо) (авто ВАЗ 2112) |
| 2006 | Бронзовый призёр Чемпионата России Honda Civic (кольцо) Обладатель Кубка России в классе А-1600 (трек) (авто ВАЗ 21083) |
| 2007 | Победитель Гран При РТСС в классе Супер Продакшн (кольцо)(авто Honda) Обладатель Кубка Европы в классе Супер Продакшн (кольцо)(авто Honda) |
| 2008 | Чемпион России в классе Туринг (автомобиль Honda) |
| 2009 | Бронзовый призёр «Гонки звезд»(автомобиль Renault Clio-1600) 4 место 24 часа Дубая в классе D-1 (автомобиль BMW-120) Участник Чемпионата Германии VLN (автомобиль BMW М3) Участник 24 часа Нюрбургринга VLN (автомобиль BMW М3) Чемпион Украины в классе Туринг-лайт (автомобиль Ford-1600) Победитель Гран При Одессы в классе S-2000 (автомобиль Ford-1600) Победитель Гран При Одессы в классе Туринг-лайт (автомобиль Ford-1600) |
| 2010 | Призёр Чемпионата Германии VLN (автомобиль Porsche) Участник 24 часа Нюрбургринга (автомобиль Porsche) Участник ралли Ялта (автомобиль Lada Super 1600) Победитель Гран При Одессы в классе S-2000(автомобиль Honda) Призёр Чемпионата Италии GT-CUP (автомобиль Porsche) |
| 2011 | Участник Чемпионата Италии GT-CUP (автомобиль Porsche) Победитель и призёр этапов Чемпионата Италии GT-CUP Участник Чемпионата Германии VLN (автомобиль Porsche) Победитель этапа Феррари Челендж в классе F430 Победитель шестичасовой гонки в Валелунги в классе Porsche Серебряный призёр по картингу на празднике Yokohama |
| 2012 | Победитель чемпионата Ferrari Challenge Coppa Shell Победитель Мирового Финала серии Ferrari Challenge Coppa Shell Победитель Ferrari Challenge в командном зачете Второе место в гонке серии Blancpain GT3 в Москве |
| 2013 | Участник серии Blancpain GT3 Участник гонки «24 часа Спа» |
| 2014 | Бронзовый призёр Европейской серии Ле Ман в классе GTC |
| 2015 | Чемпион мира по гонкам на выносливость в классе LMGTE Am Победитель гонки «24 часа Ле Мана» в классе LMGTE Am |
| 2016 | Обладатель Кубка Ле Ман в категории GT3 Бронзовый призёр российского этапа Ferrari Challenge Europe Trofeo Pirelli Победитель этапа Кубка Mitjet в Сочи |
| 2017 | Участник СМП РСКГ в классе Туринг-лайт |